# Nelly (chanson)
Pour les articles homonymes, voir Nelly.
Singles de Superbus
Lova Lova Apprends-moi
Pistes de Lova Lova
Addictions
Nelly est le troisième single extrait de Lova Lova, quatrième album du groupe français Superbus. Il est diffusé pour la première fois en radio en mai 2009. C'est une réponse à la chanson Lola, présente sur le précédent opus du groupe, Wow : Nelly est en fait la personne qui téléphonait à Lola. Comme de nombreux autres titres de Superbus, Nelly est bâtie sur des sons simples et ressemblants, qui en font un morceau accrocheur et facile à retenir.
Ce single a été abandonné, il n'est paru qu'à la radio et n'a bénéficié ni de clip, ni de support commerce. Cela vient sûrement du fait du changement de label du groupe, Nelly a alors laissé place au quatrième single extrait de Lova Lova, Apprends-moi.
Pour la réédition de Lova Lova la maquette de Nelly au piano (jouée par Jennifer) se retrouve en bonus, quelque peu améliorée afin de la présenter au public.